# Buque torpedero
Un buque torpedero es un buque relativamente pequeño y rápido diseñado para portar y lanzar torpedos durante un combate naval. Los primeros diseños consistían en los torpedos unidos al buque mediante un mástil, y en atacar en forma de ariete. Más tarde surgieron los torpedos autopropulsados. Fueron creados inicialmente para atacar a los acorazados y otros grandes buques, lentos y fuertemente blindados aprovechando su velocidad y maniobrabilidad.
El torpedo, tal y como lo conocemos, fue desarrollado en 1860 por el capitán Giovanni Luppis (también conocido como Ivan Blaz Lupis) en la ciudad de Rijeka, Croacia, que formaba parte del Imperio austrohúngaro. Fue mostrado en público por primera vez en 1860. La primera fábrica de torpedos fue construida en Rijeka.

## Guerra civil estadounidense

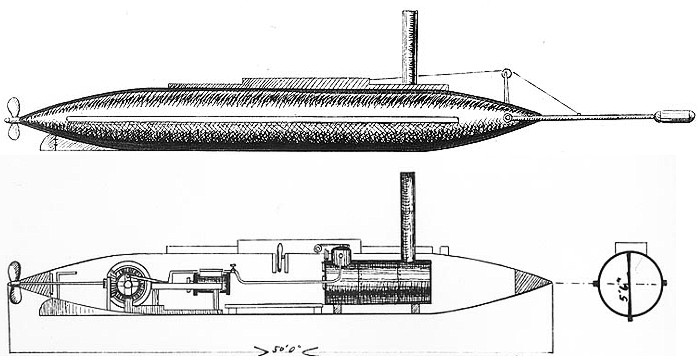
Esquema del torpedero confederado CSS David.

La guerra de Secesión trajo consigo un importante número de innovaciones en la guerra naval, incluyendo el primer buque torpedero, que portaba torpedos sobre un mástil. En 1861, el presidente Lincoln impuso un bloqueo naval sobre los puertos sudistas, que impedía los esfuerzos por parte de la Confederación de comprar armamento en el extranjero. El sur carecía de los medios necesarios para construir una flota capaz de hacer frente a la Armada de la Unión. Una estrategia para contrarrestar este bloqueo se basó en el despliegue de buques torpederos, barcos pequeños y rápidos diseñados para atacar a los buques principales de la flota de bloqueo.
Los buques torpederos de la clase David eran buques de vapor que navegaban parcialmente sumergidos. No eran auténticos submarinos, pero podrían considerarse como “semisumergibles”, ya que solo la chimenea y unos pocos centímetros de casco estaban por encima de la línea de flotación. En una noche oscura y usando antracita como combustible, eran virtualmente invisibles. Recibían su nombre por la historia bíblica de David y Goliath. 
Los CSS Squib y CSS Scorpion representan otro tipo de buques torpederos, que aunque también presentaban un francobordo bajo, fueron construidos con cubierta abierta y carecían de los tanques de lastre de los Davids.

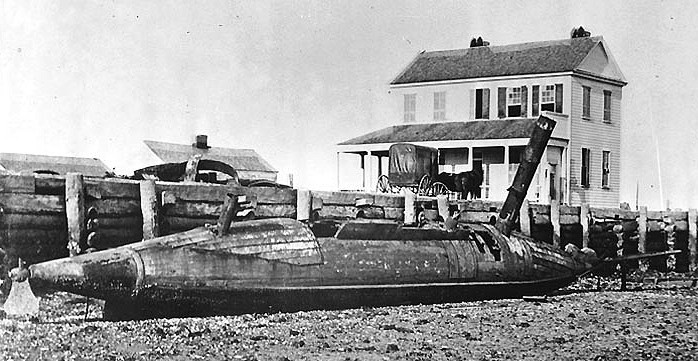
Un torpedero clase David después de la guerra de Secesión. Charleston, South Carolina, 1865.

Los buques torpederos confederados iban armados con torpedos de pértiga. Estos consistían en una carga de pólvora situada dentro de un contenedor a prueba de agua, montado al extremo de una larga pértiga en la proa del buque torpedero por debajo de la línea de flotación. El buque torpedero atacaba su blanco embistiéndolo, por lo que el torpedo se clavaba en el casco del buque enemigo mediante un espolón situado en su parte delantera. El buque torpedero se alejaba hasta una distancia segura y detonaba el torpedo, usualmente mediante un largo cordón conectado al detonador.
En general, los buques torpederos confederados no fueron demasiado efectivos. Sus bajos francobordos hicieron que fueran fáciles de hundir, y en ocasiones, el fuego de sus calderas se extinguía por el agua propulsada por la explosión de sus torpedos. Además era habitual que los torpedos exploten antes de tiempo, o que no detonen.
En la Armada de la Unión, en 1864 el teniente Cushing lanzó un buque torpedero con torpedo de pértiga contra el acorazado CSS Albermarle. Ese mismo año, la Unión botó el USS Spuyten Duyvil, un buque con innovaciones tecnológicas, incluyendo tanques de lastre para operaciones de ataque y una pértiga extensible reutilizable para la colocación del torpedo.

## La era del torpedo autopropulsado
El primer prototipo europeo de torpedo autopropulsado fue creado por Giovanni Luppis, un oficial de la marina austriaca de Fiume (hoy Rijeka, Croacia), una ciudad portuaria del imperio austriaco. En 1860, presentó el salvacoste (guardacostas), un arma flotante, conducida por cuerdas desde tierra. El proyecto no fue aceptado por la marina.
Luppis conoció a Robert Whitehead, un ingeniero inglés encargado de una fábrica en Fiume con la que en 1864 Luppis hizo un contrato para perfeccionar su invento. El resultado fue un arma submarina, el Minenschiff, el primer torpedo autopropulsado, que se presentó oficialmente a la comisión de la Armada Imperial el 21 de diciembre de 1866.

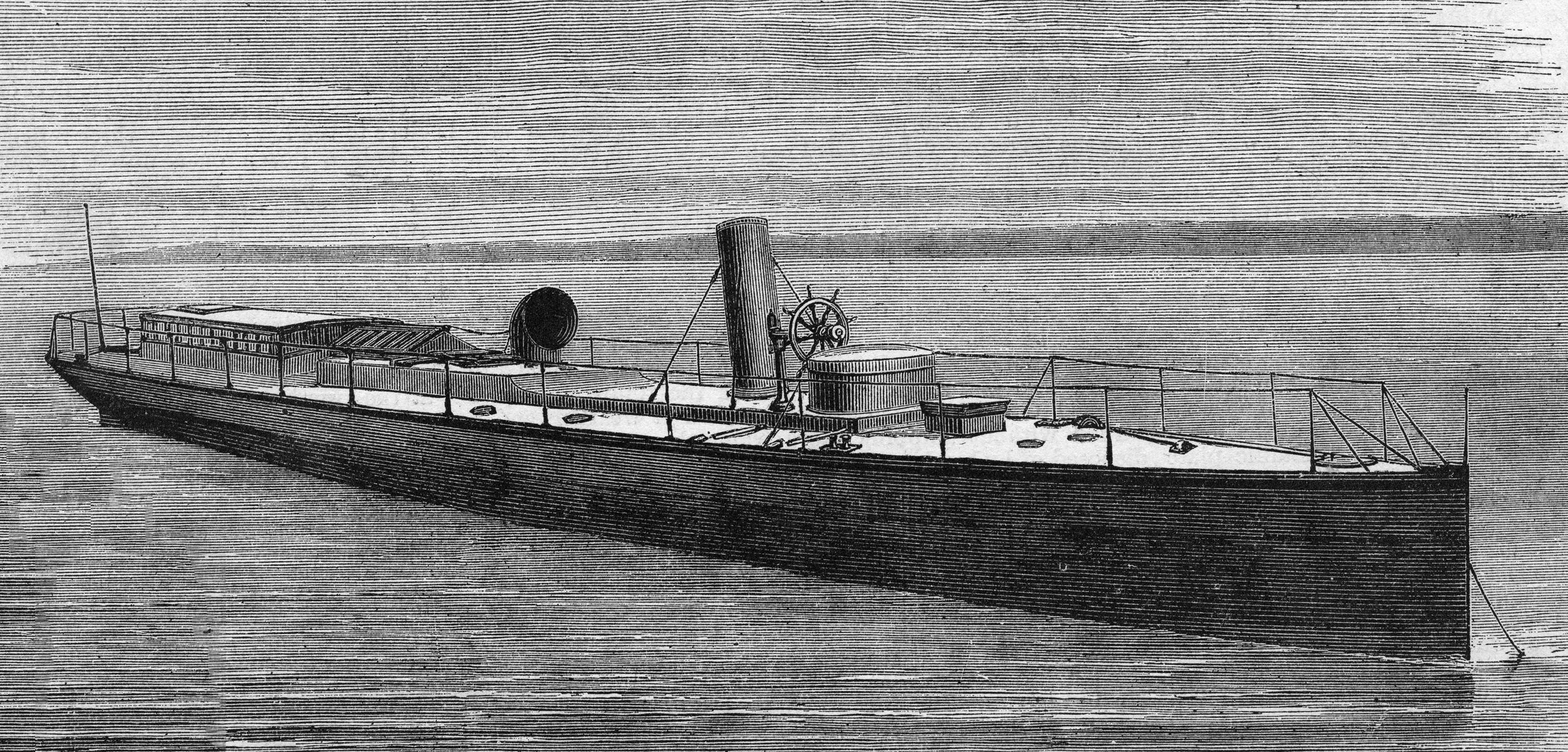
Ilustración del HMS Lightning en 1877.

### Finales delsigloXIX
A finales del siglo, el acorazado se convirtió en el buque de vapor más grande, blindado y poderosamente armado. Esta línea de desarrollo condujo al desarrollo unilateral de los gigantes pre-dreadnought multicalibre y luego a los dreadnought acorazados monocalibre.
Pero al mismo tiempo, el peso del blindaje los hacía más lentos, y los grandes cañones necesarios para penetrar los blindajes hacía que el movimiento de los mismos fuera también muy lento. Esto posibilitó que buques pequeños y veloces pudiesen atacar a los acorazados con un costo mucho menor. La introducción del torpedo los proveía de un arma que podía dañar o hundir cualquier acorazado. 
La primera lancha torpedera en disparar torpedos autopropulsados fue el HMS Lightning, completado en 1877. La armada francesa respondió en 1878 con el Torpeilleur No 1, botado en 1878 aunque lo había ordenado en 1875. El torpedero de la armada noruega HNoMS Rap fue encargado a J. I. Thornycroft, Inglaterra, en 1873, pero no fue equipado con torpedos autopropulsados hasta 1879. 
El primer lanzamiento registrado de un torpedo autopropulsado en una batalla, lo hizo la Rusia imperial el 16 de enero de 1877 durante la guerra Ruso-Turca de 1877-78, desde un buque no torpedero. 
En 1880, durante la guerra del Pacífico, las fuerzas chilenas subieron la torpedera Colo Colo en tren desde Ilo hasta Puno en el lago Titicaca para cortar las comunicaciones lacustres en la zona. Ha sido la acción de torpederas a más altura sobre el nivel del mar de la historia.[cita requerida]
En la madrugada del 3 de enero de 1881, en el bloqueo del Callao durante la guerra del Pacífico la lancha torpedera peruana República, del tipo Herreshoff, ataca la fragata blindada fragata blindada Cochrane de Chile, con un torpedo autopropulsado tipo Lay pero se pierde en el intento.
A finales del siglo XIX, muchas armadas comenzaron a construir buques torpederos de 30 a 50 m de longitud, armados con tres o más tubos lanzatorpedos y cañones de pequeño calibre. Estos buques estaban propulsados mediante calderas de vapor dando una velocidad máxima de 20 a 30 nudos (37 a 56 km/h).
Eran relativamente baratos y permitían adquirir gran cantidad de ellos, posibilitando ataques en masa contra flotas de buques mayores. La pérdida de toda una escuadra de buques torpederos bajo el fuego enemigo sería compensada sobradamente con el hundimiento de un buque importante.
En Chile, durante la guerra civil de 1891, los contratorpederos Almirante Lynch y su gemelo atacaron y hundieron al acorazado rebelde Blanco Encalada. Este fue el primer ataque con éxito de un barco de guerra con torpedos auto-propulsados.[cita requerida]
Por otro lado durante la guerra ruso-japonesa (1904-1905), el uso letal de torpedos auto-propulsados en buques torpederos trajo como bajas el hundimiento del acorazado insignia ruso Knyaz Suvorov, dos cruceros armados, y dos destructores.
Buques torpederos hundieron el acorazado HMS Goliath en 1915, el austro-húngaro Wien en 1917 y el Szent Istvan en 1918.

### Introducción del destructor de buques torpederos

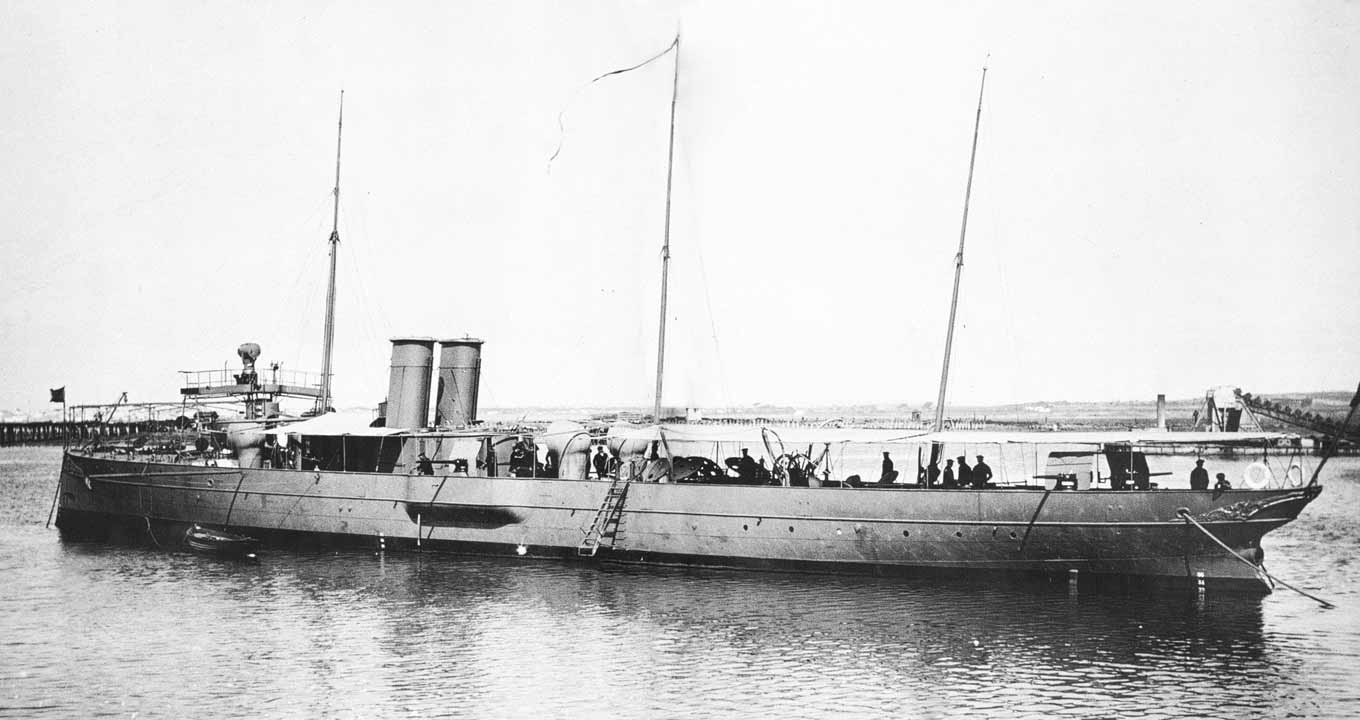
El contratorpedero Destructor.

La introducción del buque torpedero dio lugar a una intensa actividad en todas las marinas del mundo, que introdujeron pequeños buques para contrarrestarlos. Finalmente, una nueva clase de buques fue creada para contrarrestarlos, el destructor de buques torpederos. El primer destructor de buques torpederos, nominado Destructor  fue diseñado por el capitán de navío español Fernando Villaamil. Estos buques, que al entrar el siglo XX llegaron a ser conocidos simplemente como Destructores, eran apenas versiones agrandadas de los torpederos, con su misma velocidad, pero iban armados con cañones de mayor calibre con los que contrarrestarlos antes de que se acercaran a los grandes navíos.
Los destructores llegaron a ser mucho más útiles, teniendo mayor navegabilidad que los buques torpederos, de tal modo que los acabaron substituyendo en la mayoría de los casos. Sin embargo, el Tratado Naval de Londres tras la Primera Guerra Mundial limitaba el tonelaje de los buques de guerra, pero no imponía ningún tipo de límites en las naves con un desplazamiento inferior a 600 toneladas.
Las marinas de guerra francesa, italiana, japonesa y alemana desarrollaron buques torpederos alrededor de ese desplazamiento, de 70 a 100 metros, con un armamento de 2 a 3 cañones en torno a 100 mm y tubos lanzatorpedos. Por ejemplo, los buques noruegos de la Clase Sleipner, catalogados como destructores, eran de hecho buques torpederos del tamaño de los torpederos italianos de la clase Spica que tras la Segunda Guerra Mundial fueron incluidos en la retomada categoría de corbeta.
Los torpederos de la Kriegsmarine fueron clasificados como Torpedoboot con una "T" como prefijo al número de sus cascos. Las clases diseñadas a mediados de los años 30, como el buque torpedero tipo 35, tenían pocas armas, confiando casi únicamente en sus torpedos. Esto resultaba inadecuado en combate, y por ello aparecieron los “buques torpederos de flota” (Flottentorpedoboot). Con un desplazamiento por encima de 1700 toneladas, eran de hecho pequeños destructores. Esta clase de buques alemanes podía ser altamente efectiva, como en la acción en la que el crucero británico HMS Charybdis fue hundido por torpedos lanzados por los Clase Elbing T23 y T27.

### Pequeños buques torpederos

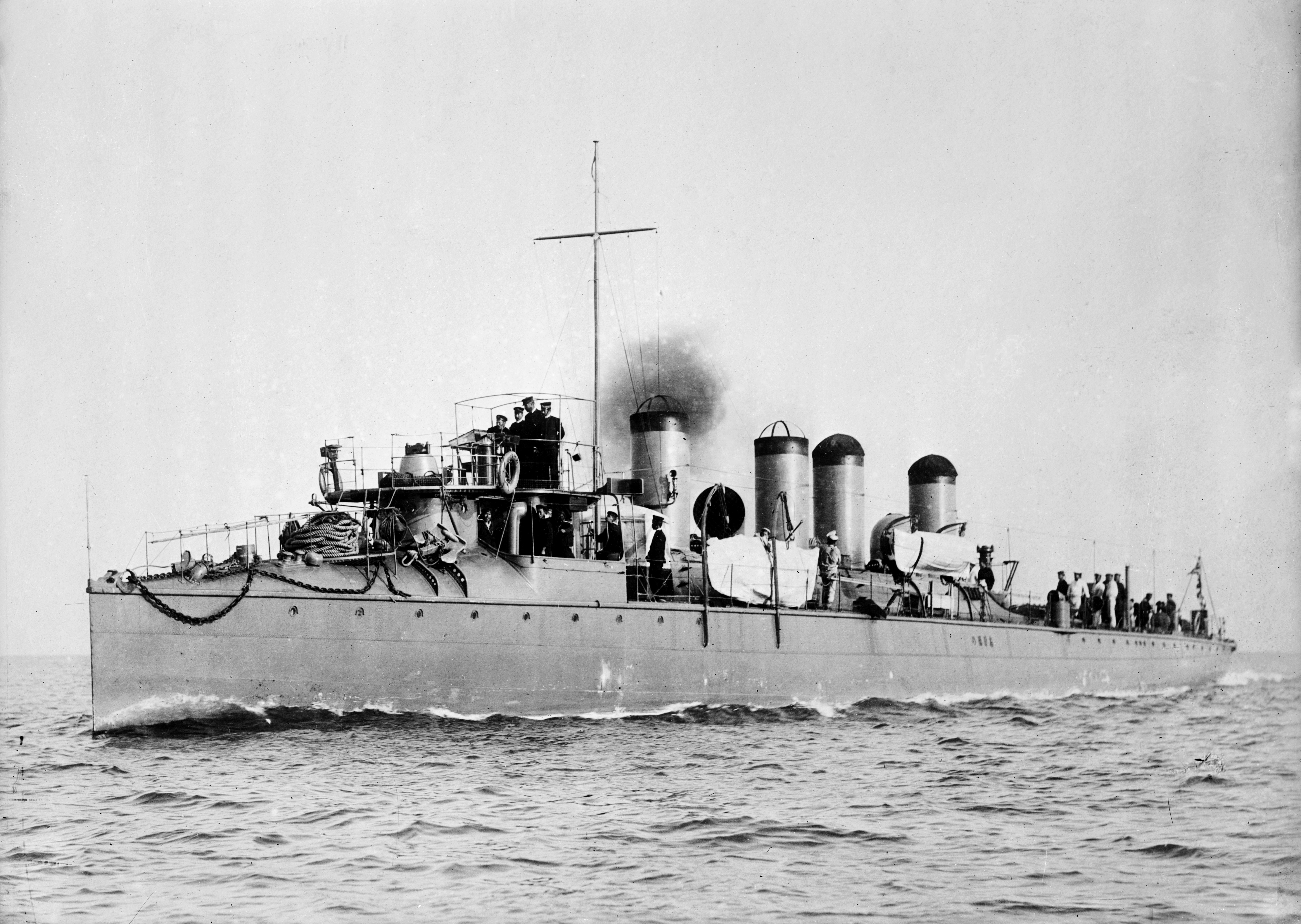
Buque torpedero japonés Kasumi, comisionado en 1902, desplazamiento en torno a 400 t.

Antes de la Primera Guerra Mundial los buques torpederos a vapor, que eran más grandes y pesadamente armados, eran los más usados. Los nuevos motores de combustión interna generaban mucha más potencia para un peso y tamaño de motor, y facilitaban el desarrollo de una nueva clase de buques más pequeños y rápidos. Los motores permitían el uso de lanchas diseñadas para alcanzar altas velocidades bajo unas condiciones de mar determinadas.
El resultado fue un pequeño buque torpedero con una eslora de 15 a 30 metros y una velocidad máxima de 30 a 50 nudos (56 a 93 km h), que portaba entre 2 y 4 torpedos que se disparaban desde montajes simples fijos a proa y varias ametralladoras. Estos torpederos siguieron resultando útiles durante la Segunda Guerra Mundial. Los torpederos MTB de la Royal Navy (acrónimo de Motor Torpedo Boat), los Schnellboot de la Kriegsmarine (S-Boote, Schnellboot o "buque rápido", llamado por los británicos E-boat), los M.A.S y M.S. italianos y los PT Boat de la Armada de los Estados Unidos (acrónimo de Patrol Torpedo Boat) son algunos de sus tipos. 
Una acción clásica de los buques torpederos ocurrió en febrero de 1942 cuando S-Boote y destructores alemanes protegieron la flotilla compuesta por los cruceros Scharnhorst, Gneisenau, Prinz Eugen y otros buques menores contra MTBs de la Royal Navy.
Durante la Segunda Guerra Mundial, los Estados Unidos emplearon las lanchas torpederas PT Boat en el Pacífico sur en un número de roles adicionales a aquellos para los que habían sido diseñadas, como reconocimiento, transporte rápido, correo, búsqueda y rescate. Participaron en acciones de la flota y trabajaron en grupos pequeños tras las líneas enemigas. Algunas lanchas torpederas reemplazaron dos o los cuatro tubos con armas adicionales para ataques a la costa, a los buques y remolques, aislando al enemigo, impidiendo su refuerzo o evacuación.
El buque militar más significativo hundido por buques torpederos durante la Segunda Guerra Mundial fue el crucero HMS Manchester, que fue echado a pique por dos buques torpederos italianos (M.S. 16 y M.S. 21) en 1942.

### Buques torpederos de ataque rápido actuales
Buques similares a los torpederos continúan usándose hoy en día, pero están armados con misiles antibuque de largo alcance (30 a 70 km), lo que reduce la necesidad de persecuciones a alta velocidad y les da un mayor margen mientras se acercan a sus blancos.
Las aeronaves son el mayor peligro al que se enfrenta cualquier flota, haciendo que el uso de estos buques contra las flotas con cobertura aérea sea muy arriesgado. Como resultado, el ataque rápido ha sido reemplazado por el uso en combate naval de corbetas capaces de portar misiles antiaéreos guiados por radar para su autodefensa y helicópteros para disparar contra blancos más allá de la línea del horizonte.
Aunque los buques torpederos han desaparecido de la mayoría de las armadas del mundo, permanecían en servicio hasta hace poco en algunas áreas especializadas como el Báltico. La marina china mantiene en activo los buques torpederos Tipo 25 para la protección de aguas costeras y estuarios.
Continúan siendo usados por algunas marinas y guardias costeras para proteger sus aguas territoriales contra el tráfico de narcóticos y contrabandistas.